# La película (película de 1975)
La película es un filme argentino dirigida por José María Paolantonio sobre su propio guion escrito en colaboración con Ernesto Frers. Se estrenó el 2 de octubre de 1975 y tuvo como protagonistas a Ernesto Bianco,Fernanda Mistral, Alejandra Boero, Pablo Cedrón, Nora Cullen, Ricardo Espalter, Cacho Espíndola, Diana Maggi, Héctor Pellegrini, Horacio Roca, Marilina Ross, Hugo Soto, Osvaldo Terranova y María Valenzuela. Se trata de la ópera prima de Paolantonio y se ubica en la temática del cine dentro del cine. 

## Sinopsis
Un fotógrafo filma en un pueblito de Argentina (Uribelarrea) una película documental sobre el rodaje que está haciendo en el lugar una productora extranjera.

## Reparto
Los actores que intervinieron fueron:
- Ernesto Bianco
- Alejandra Boero
- Marilina Ross
- Héctor Pellegrini
- María Valenzuela
- Pablo Cedrón[2]
- Fernanda Mistral
- Osvaldo Terranova
- Nora Cullen
- Ricardo Espalter
- Juan Carlos De Seta
- Cacho Espíndola
- Diana Maggi
- Horacio Roca
- Hugo Soto
- Tina Serrano
- Osvaldo Bonet
- Salvador Santángelo

## Críticas
La crónica de Clarín expresó:

“El humor sofisticado se une al capital de dulces recuerdos provincianos de Paolantonio… una idea inteligente a la que faltó proyección.” El Heraldo del Cine opinó que “se intentó desmitificar un mundo cinematográfico mercenario y a la vez patético donde las estrellas aparecen… como héroes inalcanzables”.

## Premios
- Premio Ópera Prima en el Festival Internacional de Cine de San Sebastián en 1976.[1]